# Метилмалоновая кислота
Метилмалоновая кислота (MMК) — это химическое соединение из группы дикарбоновых кислот. Она имеет основную структуру малоновой кислоты, а также метильную группу. Соли метилмалоновой кислоты называются метилмалонатами. 

## Метаболизм

Путь метаболизма пропионата с метилмалоновой кислотой в качестве побочного продукта

Метилмалоновая кислота является побочным продуктом пути метаболизма пропионата. Исходными источниками для нее являются следующие вещества, в скобках указаны их приблизительные вклады в метаболизм пропионата в организме:
- незаменимые аминокислоты: метионин, валин, треонин и изолейцин[3] (~ 50%)[2]
- жирные кислоты с нечетной цепью[3] (~ 30%)[2]
- пропионовая кислота, получаемая в результате бактериальной ферментации[3] (~ 20%)[2]
- боковая цепь холестерина[3]
- тимин[4]

Производное пропионата, пропионил-КоА, превращается в Д-метилмалонил-КоА под действием пропионил-КоА карбоксилазы, а затем преобразуется в Л-метилмалонил-КоА под действием метилмалонил-КоА эпимеразы. Вступление в цикл трикарбоновых кислот происходит через превращение Л-метилмалонил-КоА в сукцинил-КоА под действием Л-метилмалонил-КоА-мутазы, при этом в качестве кофермента требуется витамин B12 в форме аденозилкобаламина. Этот путь деградации пропионил-КоА до сукцинил-КоА представляет собой один из важнейших анаплеротических путей цикла трикарбоновых кислот. Метилмалоновая кислота образуется как побочный продукт этого метаболического пути, когда Д-метилмалонил-КоА расщепляется на метилмалоновую кислоту и КоА с помощью Д-метилмалонил-КоА гидролазы. Фермент ацил-КоА-синтетаза семьи член 3 (acyl-CoA synthetase family member 3, ACSF3), в свою очередь, отвечает за превращение метилмалоновой кислоты и КоА в метилмалонил-КоА.
Внутриклеточные эстеразы способны отщеплять метильную группу от метилмалоновой кислоты, в результате чего образуется малоновая кислота.

## Клиническая значимость

### Дефицит витамина B12
Повышение уровня метилмалоновой кислоты может указывать на дефицит витамина B12. Метилмалоновая кислота повышена у 90-98% пациентов с недостаточностью B12. Также 20-25% пациентов старше 70 лет имеют повышенный уровень метилмалоновой кислоты, но 25-33% из них не имеют дефицита B12. По этой причине тест на метилмалоновую кислоту обычно не рекомендуется в пожилом возрасте.

### Метаболические заболевания
Избыточное содержание метилмалоновой кислоты связано с наследственным рецессивным заболеванием метилмалоновые ацидемии. 
Если повышенный уровень метилмалоновой кислоты сопровождается повышенным уровнем малоновой кислоты, это может указывать на метаболическое заболевание - комбинированную малоновую и метилмалоновую ацидурию (CMAMMA). Рассчитывая соотношение малоновой и метилмалоновой кислот в плазме крови, CMAMMA можно отличить от классической метилмалоновой ацидемии.

### Рак
Кроме того метилмалоновая кислота в сыворотке крови пожилых людей действует как медиатор прогрессирования метастазов онкологических заболеваний, так как стимулирует потерю клетками способности к межклеточному прикреплению и увеличению подвижности клеток.

### Бактериальный избыток в тонком кишечнике
Бактериальный избыток в тонком кишечнике также может привести к повышению уровня метилмалоновой кислоты из-за конкуренции бактерий в процессе всасывания витамина B12. Это касается витамина B12, получаемого с пищей и пероральными добавками, и может быть обойдено инъекциями витамина B12. На основании исследований пациентов с синдромом короткой кишки была выдвинута гипотеза, что избыточный рост кишечных бактерий приводит к повышенной выработке пропионовой кислоты, которая является предшественником метилмалоновой кислоты. Было показано, что в этих случаях уровень метилмалоновой кислоты приходил в норму при приеме метронидазола.

## Измерение
Концентрация метилмалоновой кислоты в крови определяется газожидкостной хроматографией/масс-спектрометрией. Референсный интервал в крови у людей: 73—271 нмоль/л. 